# Partito Liberale Radicale
Il Partito Liberale Radicale, noto anche come Partito Radicale Democratico, è stato un partito politico svizzero. Fondato nel 1894, nel 2009 è confluito, insieme al Partito Liberale Svizzero, nel PLR.I Liberali Radicali.

## Storia
Il nome Radicale nasce nel solco del radicalismo francese, repubblicano e laico. Il primo gruppo parlamentare radicale è del 1878. Il PLR è stato fondato nel 1894. I radicali sono stati la principale forza del Parlamento federale fino al 1919. Il PLR si è caratterizzato fino alla metà del XX secolo come un partito di centro, comunque a sinistra rispetto al Partito Conservatore, poi Partito Democratico Cristiano. In quegli anni la distinzione tra destra e sinistra seguiva l'asse clericali/liberali.
Con la nascita del Partito Socialista, ma anche di formazioni politiche minori come il Partito Cristiano Sociale e il Partito Ecologista Svizzero, il PLR è andato collocandosi su posizioni più conservatrici, almeno in campo economico. Nelle elezioni federali del 2003, che hanno visto il buon risultato del partito conservatore Unione Democratica di Centro, il PLR ha ottenuto 23 seggi ed ha formato un gruppo parlamentare unito con il Partito Liberale Svizzero. Nel giugno del 2005 i due partiti liberali hanno dato vita ad un coordinamento: l'Unione Liberale Radicale . Il 25 ottobre 2008 PLR e PLS hanno deciso di fondersi in un unico partito, nato il 1º gennaio 2009 con il nome di PLR.I Liberali Radicali.

## Risultati elettorali
Dal 1919 quando fu introdotto il sistema elettorale proporzionale per l'elezione del Consiglio Nazionale, il Partito Liberale Radicale ha ottenuto i seguenti risultati:
| Anno | %      | Consiglieri nazionali | Consiglieri agli Stati |
| ---- | ------ | --------------------- | ---------------------- |
| 2007 | 15,6 % | 31                    | 12                     |
| 2003 | 17,3 % | 36                    | 14                     |
| 1999 | 19,9 % | 43                    | 17                     |
| 1995 | 20,2 % | 45                    | 17                     |
| 1991 | 21,0 % | 44                    | 18                     |
| 1987 | 22,9 % | 51                    | 14                     |
| 1983 | 23,3 % | 54                    | 14                     |
| 1979 | 24,0 % | 51                    | 11                     |
| 1975 | 22,2 % | 47                    | 15                     |
| 1971 | 21,8 % | 49                    | 15                     |
| 1967 | 23,2 % | 49                    | 14                     |
| 1963 | 23,9 % | 51                    | 13                     |
| 1959 | 23,7 % | 51                    | 14                     |
| 1955 | 23,3 % | 50                    | 12                     |
| 1951 | 24,0 % | 51                    | 12                     |
| 1947 | 23,0 % | 52                    | 11                     |
| 1943 | 22,5 % | 47                    | 12                     |
| 1939 | 20,7 % | 49                    | 14                     |
| 1935 | 23,7 % | 48                    | 15                     |
| 1931 | 26,9 % | 52                    | 19                     |
| 1928 | 27,4 % | 58                    | 20                     |
| 1925 | 27,8 % | 60                    | 21                     |
| 1922 | 28,3 % | 60                    | 23                     |
| 1919 | 28,8 % | 60                    | 23                     |

## Presidenti del Consiglio nazionale svizzero membro del partito
- Christa Markwalder (2015–2016)
- Jean-René Germanier (2010–2011)
- Christine Egerszegi-Obrist (2006–2007).[5]